# Dégen János
Dégen János (Buda, 1791. december 27. – Buda, 1858. július 9.) bölcsészdoktor, császári és királyi tanácsos, egyetemi tanár.

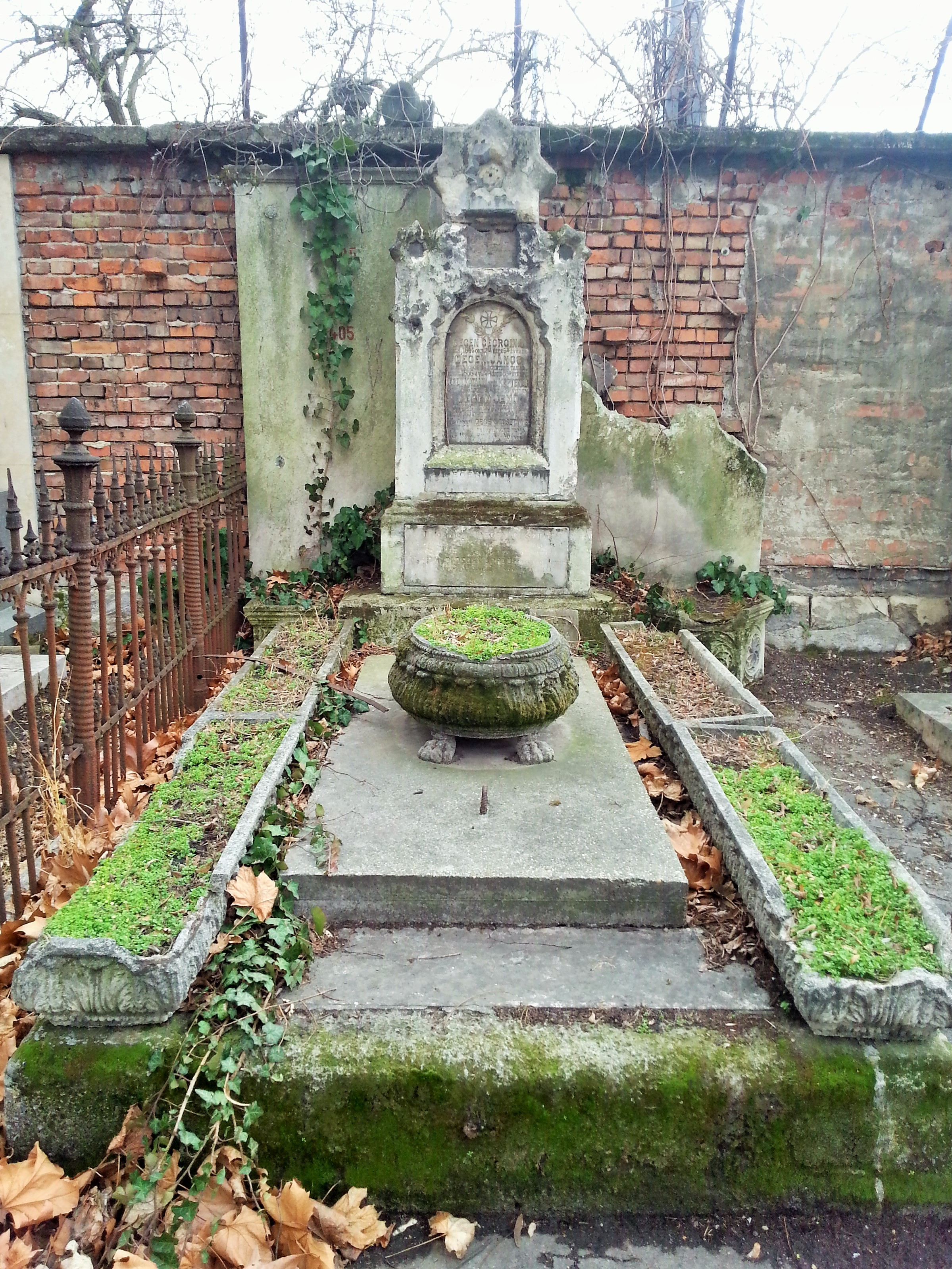
Sírja a Fiumei úti sírkertben

## Családja
Apja Dégen Jakab, Pest város főmérnöke volt. Dégen Jánosnak három gyermeke született, akik közül ketten papok lettek: Degen Titusz (1836-1894) terézvárosi, majd erzsébetvárosi plébános, Degen Jenő (1832-1877) tabáni plébános volt. A harmadik, Degen Gusztáv képviselő, jogász, politikus lett, s Degen Árpád, a neves botanikus tudós apja volt.

## Élete
A gimnáziumot szülővárosában végezte, ezután a pesti egyetemen a bölcseletet hallgatta. 1813-ban nyert bölcsészdoktori oklevelet, majd folytatólagosan a jogot is elvégezte. 1817-ben az egyetemen a természetrajzi tanár mellett tanársegéd lett és több évig helyettes volt a filozófiai és a természettudományi tanszéken. Amikor az államszámtani tanszéket felállították az egyetemen, annak eleinte rendkivüli, később rendes tanára lett. 1834–1836-ban pedig egyetemi rektor és mint a tanári testület szeniora, helyettes igazgatója is volt a bölcsészeti karnak 1849-ig. A szabadságharc befejezése után fővárosi községtanácsos lett, kiváló érdemeket szerzett a város belügyeinek intézésével és az iskolaügyek szervezésével. 1856-ban királyi tanácsossá nevezték ki. 1857-ben vonult nyugalomba.

## Munkái
Munkái kéziratban maradtak. 
- Írt több természetrajzi értekezést.
- Államszámtan.